# جون كوبس
جون كوبس (بالإنجليزية: John Kobs)‏ هو مدرب كرة سلة أمريكي، ولد في 21 أغسطس 1898 في كافالير في الولايات المتحدة، وتوفي في 26 يناير 1968.

## روابط خارجية
- جون كوبس على موقع كلية كرة السلة في سبورتس رفرنس.كوم (الإنجليزية)